# Asteroseismologie

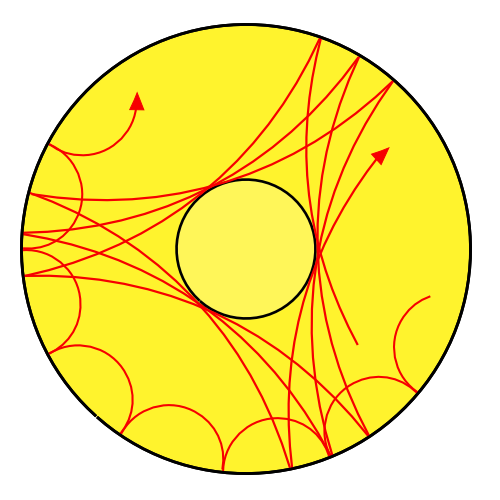
Moduri diferite de oscilație penetrează la adâncimi diferite în interiorul unei stele.

Asteroseismologia (din greacă veche ἀστήρ, astēr, „stea”; σεισμός, seismos, „cutremur”; și -λογία, Știință) este știința care studiază structura internă a stelelor prin pulsațiile⁠(en)[traduceți] acestora, prin interpretarea spectrelor de frecvență ale acestora. Moduri diferite de oscilație pot penetra până la adâncimi diferite în stea. Aceste oscilații ne oferă informații despre structura internă a stelelor într-un mod asemănător cu seismologia, care ne spune lucruri despre interiorul Pământului și a planetelor solide, prin studiul oscilațiilor generate de cutremure.
Asteroseismologia este o unealtă de descoperire a structurii interne a stelelor⁠(en)[traduceți]. Frecvențele de pulsație ne oferă informații despre profilul de densitate a regiunii de unde își au originea și părțile de stea prin care se propagă undele seismice. Spectrul ne oferă și informație despre constituția chimică a stelei. Ambele pot fi folosite pentru a afla structura internă. Asteroseismologia transformă variațiile minuscule din lumina stelei în „sunete”.
De asemenea, asteroseismologia ne ajută să definim mai bine caracteristicile unei stele, precum masa sau diametrul, decât mai simplele măsurători ale luminozității.

## Istoric
În timp ce helioseismologia își cunoaște Vârsta de Aur, asteroseismologia este încă foarte tânără. Deși se știe despre pulsațiile stelare încă de la sfârșitul secolului al XVIII-lea (cefeidele utilizate pentru calibrarea măsurătorilor distanțelor galactice), doar recent, în 2000, a fost confirmată detecția oscilațiilor asemănătoare cu cele ale Soarelui la vreo zece alte stele. În urma numeroaselor succese ale seismologiei pentru sondarea interiorului solar, asteroseismologia a cunoscut de atunci  o dezvoltare importantă îndeosebi cu ajutorul misiunilor spațiale MOST, CoRoT, Kepler sau cu proiectul rețelei de telescoape la sol SONG. Numeroase stele, acoperind un larg domeniu de mase, vârste, stadii de evoluție, sunt cunoscute că prezintă oscilații. Miza este de a le putea măsura spectrul de frecvență cu o precizie și o rezoluție suficiente pentru a se deduce cea mai bună informație despre structura lor și procesele fizice care au loc în aceste stele.